# Perizoma herrichiata
Perizoma herrichiata là một loài bướm đêm trong họ Geometridae.